# Haven (Fernsehserie)/Episodenliste

Logo zur Serie

Diese Episodenliste enthält alle Episoden der kanadischen Fantasyserie Haven, sortiert nach der US-amerikanischen Erstausstrahlung. Die Fernsehserie umfasst fünf Staffeln mit 78 Episoden.

## Übersicht
| Staffel | Episodenanzahl | Erstausstrahlung USA | Erstausstrahlung USA | Deutschsprachige Erstausstrahlung | Deutschsprachige Erstausstrahlung |
| Staffel | Episodenanzahl | Staffelpremiere      | Staffelfinale        | Staffelpremiere                   | Staffelfinale                     |
| ------- | -------------- | -------------------- | -------------------- | --------------------------------- | --------------------------------- |
| 1       | 13             | 9. Juli 2010         | 8. Oktober 2010      | 8. Oktober 2010                   | 31. Dezember 2010                 |
| 2       | 13             | 15. Juli 2011        | 6. Dezember 2011     | 10. November 2011                 | 2. Februar 2012                   |
| 3       | 13             | 21. September 2012   | 17. Januar 2013      | 27. Dezember 2012                 | 7. Februar 2013                   |
| 4       | 13             | 13. September 2013   | 13. Dezember 2013    | 26. Dezember 2013                 | 6. Februar 2014                   |
| 5       | 26             | 11. September 2014   | 17. Dezember 2015    | 31. Dezember 2014                 | 23. Dezember 2015                 |

## Staffel 1
Die Erstausstrahlung der ersten Staffel war vom 9. Juli bis zum 8. Oktober 2010 auf dem US-amerikanischen Kabelsender Syfy zu sehen. Die deutschsprachige Erstausstrahlung sendete der deutsche Pay-TV-Sender Syfy vom 8. Oktober bis zum 31. Dezember 2010.
| Nr. (ges.) | Nr. (St.) | Deutscher Titel         | Originaltitel              | Erstausstrahlung USA | Deutschsprachige Erstausstrahlung (D) | Regie          | Drehbuch                                    |
| ---------- | --------- | ----------------------- | -------------------------- | -------------------- | ------------------------------------- | -------------- | ------------------------------------------- |
| 1          | 1         | Willkommen in Haven     | Welcome to Haven           | 9. Juli 2010         | 8. Okt. 2010                          | Adam Kane      | Sam Ernst & Jim Dunn                        |
| 2          | 2         | Schmetterlinge          | Butterfly                  | 16. Juli 2010        | 15. Okt. 2010                         | Tim Southam    | Ann Hamilton                                |
| 3          | 3         | Einklang                | Harmony                    | 23. Juli 2010        | 22. Okt. 2010                         | Rachel Talalay | Matt McGuinness                             |
| 4          | 4         | Verdorben               | Consumed                   | 30. Juli 2010        | 29. Okt. 2010                         | Rachel Talalay | Ann Hamilton                                |
| 5          | 5         | Eine Frage des Alters   | Ball and Chain             | 6. Aug. 2010         | 5. Nov. 2010                          | Tim Southam    | Nikki Toscano                               |
| 6          | 6         | Jäger und Gejagte       | Fur                        | 13. Aug. 2010        | 12. Nov. 2010                         | Keith Samples  | Jim Dunn                                    |
| 7          | 7         | Die Zeichnung           | Sketchy                    | 20. Aug. 2010        | 19. Nov. 2010                         | T. W. Peacocke | Matt McGuinness                             |
| 8          | 8         | Tödlicher Schatten      | Ain’t No Sunshine          | 27. Aug. 2010        | 26. Nov. 2010                         | Ken Girotti    | Sam Ernst                                   |
| 9          | 9         | Das Chamäleon           | As You Were                | 10. Sep. 2010        | 3. Dez. 2010                          | Rob Lieberman  | José Molina                                 |
| 10         | 10        | Der Feuerteufel         | The Hand You’re Dealt      | 17. Sep. 2010        | 10. Dez. 2010                         | Rick Rosenthal | Jim Dunn                                    |
| 11         | 11        | SOS                     | The Trial of Audrey Parker | 24. Sep. 2010        | 17. Dez. 2010                         | Lee Rose       | Sam Ernst & Jose Molina Idee: Charles Ardai |
| 12         | 12        | So nah und doch so fern | Resurfacing                | 1. Okt. 2010         | 24. Dez. 2010                         | Mike Rohl      | Charles Ardai                               |
| 13         | 13        | Zerrissen               | Spiral                     | 8. Okt. 2010         | 31. Dez. 2010                         | Fred Gerber    | Sam Ernst & Jim Dunn                        |

## Staffel 2
Die Erstausstrahlung der zweiten Staffel war vom 15. Juli bis zum 6. Dezember 2011 auf dem US-amerikanischen Kabelsender Syfy zu sehen. Die deutschsprachige Erstausstrahlung sendete der deutsche Pay-TV-Sender Syfy vom 10. November 2011 bis zum 2. Februar 2012.
| Nr. (ges.) | Nr. (St.) | Deutscher Titel        | Originaltitel              | Erstausstrahlung USA | Deutschsprachige Erstausstrahlung (D) | Regie            | Drehbuch                                                                |
| ---------- | --------- | ---------------------- | -------------------------- | -------------------- | ------------------------------------- | ---------------- | ----------------------------------------------------------------------- |
| 14         | 1         | Die doppelte Audrey    | A Tale of Two Audreys      | 15. Juli 2011        | 10. Nov. 2011                         | T. W. Peacocke   | Sam Ernst & Jim Dunn                                                    |
| 15         | 2         | Das Puzzle             | Fear & Loathing            | 22. Juli 2011        | 17. Nov. 2011                         | Rob Lieberman    | Gabrielle Stanton                                                       |
| 16         | 3         | Mensch gegen Maschine  | Love Machine               | 29. Juli 2011        | 24. Nov. 2011                         | T. W. Peacocke   | Matt McGuinness, Nora Zuckerman & Lilla Zuckerman Idee: Matt McGuinness |
| 17         | 4         | Unter Strom            | Sparks and Recreation      | 5. Aug. 2011         | 1. Dez. 2011                          | Lynne Stopkewich | Jonathan Abrahams                                                       |
| 18         | 5         | Zurück zu den Wurzeln  | Roots                      | 12. Aug. 2011        | 8. Dez. 2011                          | Tim Southam      | Jim Dunn                                                                |
| 19         | 6         | Déjà-vu                | Audrey Parker’s Day Off    | 19. Aug. 2011        | 15. Dez. 2011                         | Fred Gerber      | Nora Zuckerman & Lilla Zuckerman                                        |
| 20         | 7         | Blut und Wasser        | The Tides That Bind        | 26. Aug. 2011        | 22. Dez. 2011                         | Paolo Barzman    | Gabrielle Stanton                                                       |
| 21         | 8         | Die Kopie              | Friend Or Faux             | 2. Sep. 2011         | 5. Jan. 2012                          | Stephen Reynolds | Sam Ernst                                                               |
| 22         | 9         | Abgeriegelt            | Lockdown                   | 9. Sep. 2011         | 12. Jan. 2012                         | Jason Priestley  | Nora Zuckerman & Lilla Zuckerman                                        |
| 23         | 10        | Die Wendigo-Schwestern | Who, What, Where, Wendigo? | 16. Sep. 2011        | 19. Jan. 2012                         | Lee Rose         | Jonathan Abrahams                                                       |
| 24         | 11        | Enthüllungen           | Business As Usual          | 23. Sep. 2011        | 26. Jan. 2012                         | Shawn Piller     | Matt McGuinness & Gabrielle Stanton                                     |
| 25         | 12        | Offene Rechnungen      | Sins of the Fathers        | 30. Sep. 2011        | 2. Feb. 2012                          | Lee Rose         | Sam Ernst & Jim Dunn                                                    |
| 26         | 13        | Stille Nacht           | Silent Night               | 6. Dez. 2011         | 29. Dez. 2011                         | Shawn Piller     | Brian Millikin                                                          |

## Staffel 3
Die Erstausstrahlung der dritten Staffel war vom 21. September 2012 bis zum 17. Januar 2013 auf dem US-amerikanischen Kabelsender Syfy zu sehen. Die deutschsprachige Erstausstrahlung sendete der deutsche Pay-TV-Sender Syfy vom 27. Dezember 2012 bis zum 7. Februar 2013.
| Nr. (ges.) | Nr. (St.) | Deutscher Titel              | Originaltitel           | Erstausstrahlung USA | Deutschsprachige Erstausstrahlung (D) | Regie             | Drehbuch                          |
| ---------- | --------- | ---------------------------- | ----------------------- | -------------------- | ------------------------------------- | ----------------- | --------------------------------- |
| 27         | 1         | 301                          | 301                     | 21. Sep. 2012        | 27. Dez. 2012                         | Lee Rose          | Jonathan Abrahams                 |
| 28         | 2         | Das Tier im Manne            | Stay                    | 28. Sep. 2012        | 27. Dez. 2012                         | Shawn Piller      | Matt McGuiness                    |
| 29         | 3         | Der Farmer                   | The Farmer              | 5. Okt. 2012         | 3. Jan. 2013                          | T. W. Peacocke    | Sam Ernst & Jim Dunn              |
| 30         | 4         | Verwehrte Rettung            | Over My Head            | 12. Okt. 2012        | 3. Jan. 2013                          | Rob Lieberman     | Gabrielle Stanton                 |
| 31         | 5         | Strafe muss sein             | Double Jeopardy         | 19. Okt. 2012        | 10. Jan. 2013                         | Nisha Ganatra     | Nora Zuckerman & Lilla Zuckerman  |
| 32         | 6         | Der Herr im Haus             | Real Estate             | 26. Okt. 2012        | 10. Jan. 2013                         | Jason Priestley   | Brian Millikin                    |
| 33         | 7         | Stärker als der Tod – Teil 1 | Magic Hour (1)          | 2. Nov. 2012         | 17. Jan. 2013                         | Paul Fox          | Shernold Edwards                  |
| 34         | 8         | Stärker als der Tod – Teil 2 | Magic Hour (2)          | 9. Nov. 2012         | 17. Jan. 2013                         | Paul Fox          | Sam Ernst & Jim Dunn              |
| 35         | 9         | Reise in die Vergangenheit   | Sarah                   | 16. Nov. 2012        | 24. Jan. 2013                         | Stephen Reynolds  | Nora Zuckerman & Lilla Zuckerman  |
| 36         | 10        | Kontrolle                    | Burned                  | 30. Nov. 2012        | 24. Jan. 2013                         | T. W. Peacocke    | Charles Ardai                     |
| 37         | 11        | Koma                         | Last Goodbyes           | 7. Dez. 2012         | 31. Jan. 2013                         | Steven A. Adelson | Brian Millikin & Shernold Edwards |
| 38         | 12        | Klassentreffen               | Reunion                 | 17. Jan. 2013        | 31. Jan. 2013                         | Lee Rose          | Gabrielle Stanton                 |
| 39         | 13        | Für immer                    | Thanks for the Memories | 17. Jan. 2013        | 7. Feb. 2013                          | Shawn Piller      | Sam Ernst & Jim Dunn              |

## Staffel 4
Die Erstausstrahlung der vierten Staffel war vom 13. September bis zum 13. Dezember 2013 auf dem US-amerikanischen Kabelsender Syfy zu sehen. Die deutschsprachige Erstausstrahlung sendete der deutsche Pay-TV-Sender Syfy vom 26. Dezember 2013 bis zum 6. Februar 2014.
| Nr. (ges.) | Nr. (St.) | Deutscher Titel             | Originaltitel             | Erstausstrahlung USA | Deutschsprachige Erstausstrahlung (D) | Regie            | Drehbuch                                         |
| ---------- | --------- | --------------------------- | ------------------------- | -------------------- | ------------------------------------- | ---------------- | ------------------------------------------------ |
| 40         | 1         | Ein anderer Weg             | Fallout                   | 13. Sep. 2013        | 26. Dez. 2013                         | Shawn Piller     | Gabrielle Stanton                                |
| 41         | 2         | Verbrannt                   | Survivors                 | 20. Sep. 2013        | 26. Dez. 2013                         | Shawn Piller     | Nora Zuckerman & Lilla Zuckerman                 |
| 42         | 3         | Böses Blut                  | Bad Blood                 | 27. Sep. 2013        | 2. Jan. 2014                          | Robert Lieberman | Shernold Edwards                                 |
| 43         | 4         | Gesucht und gefunden        | Lost and Found            | 4. Okt. 2013         | 2. Jan. 2014                          | Lee Rose         | Speed Weed                                       |
| 44         | 5         | Ferngesteuert               | The New Girl              | 11. Okt. 2013        | 9. Jan. 2014                          | Rick Bota        | Brian Millikin                                   |
| 45         | 6         | Countdown des Todes         | Countdown                 | 18. Okt. 2013        | 9. Jan. 2014                          | Jeff Renfroe     | Matt McGuiness                                   |
| 46         | 7         | Tödliche Träume             | Lay Me Down               | 25. Okt. 2013        | 16. Jan. 2014                         | Paul Fox         | Nora Zuckerman & Lilla Zuckerman                 |
| 47         | 8         | Unter Druck                 | Crush                     | 1. Nov. 2013         | 16. Jan. 2014                         | Stephen Reynolds | Speed Weed                                       |
| 48         | 9         | Halluzinationen             | William                   | 8. Nov. 2013         | 23. Jan. 2014                         | Grant Harvey     | Shernold Edwards                                 |
| 49         | 10        | Verkehrte Welt              | The Trouble With Troubles | 15. Nov. 2013        | 23. Jan. 2014                         | T. W. Peacocke   | Brian Millikin, Nora Zuckerman & Lilla Zuckerman |
| 50         | 11        | Investigativer Journalismus | Shot in the Dark          | 22. Nov. 2013        | 30. Jan. 2014                         | Mairzee Almas    | Nick Parker                                      |
| 51         | 12        | Weine nicht!                | When the Bough Breaks     | 5. Dez. 2013         | 30. Jan. 2014                         | Lee Rose         | Shernold Edwards                                 |
| 52         | 13        | Der Leuchtturm              | The Lighthouse            | 13. Dez. 2013        | 6. Feb. 2014                          | Shawn Piller     | Matt McGuiness & Gabrielle Stanton               |

## Staffel 5
Die Erstausstrahlung der ersten 13 Episoden der fünften Staffel war vom 11. September bis zum 5. Dezember 2014 auf dem US-amerikanischen Kabelsender Syfy zu sehen. Die Ausstrahlung der anderen Hälfte lief vom 8. Oktober bis 17. Dezember 2015. Die deutschsprachige Erstausstrahlung der ersten 13 Folgen sendete der deutsche Pay-TV-Sender Syfy vom 31. Dezember 2014 bis zum 25. März 2015; der zweite Teil der Staffel war vom 14. Oktober bis 23. Dezember 2015 zu sehen.
| Nr. (ges.) | Nr. (St.) | Deutscher Titel            | Originaltitel               | Erstausstrahlung USA | Deutschsprachige Erstausstrahlung (D) | Regie           | Drehbuch                            |
| ---------- | --------- | -------------------------- | --------------------------- | -------------------- | ------------------------------------- | --------------- | ----------------------------------- |
| 53         | 1         | Die drei Affen – Teil 1    | See No Evil                 | 11. Sep. 2014        | 31. Dez. 2014                         | Shawn Piller    | Matt McGuinness & Gabrielle Stanton |
| 54         | 2         | Die drei Affen – Teil 2    | Speak No Evil               | 18. Sep. 2014        | 7. Jan. 2015                          | Shawn Piller    | Matt McGuinness & Gabrielle Stanton |
| 55         | 3         | Auf der Flucht             | Spotlight                   | 25. Sep. 2014        | 14. Jan. 2015                         | T.W. Peacocke   | Speed Weed & Shernold Edwards       |
| 56         | 4         | Heilung                    | Much Ado About Mara         | 2. Okt. 2014         | 21. Jan. 2015                         | T. W. Peacocke  | Speed Weed & Shernold Edwards       |
| 57         | 5         | Wie ausgewechselt – Teil 1 | The Old Switcheroo (1)      | 10. Okt. 2014        | 28. Jan. 2015                         | Jeff Ronfroe    | Cindy McCreery & Scott Shepherd     |
| 58         | 6         | Wie ausgewechselt – Teil 2 | The Old Switcheroo (2)      | 17. Okt. 2014        | 4. Feb. 2015                          | Jeff Ronfroe    | Cindy McCreery & Scott Shepherd     |
| 59         | 7         | Unsichtbar                 | Nowhere Man                 | 24. Okt. 2014        | 11. Feb. 2015                         | Rob Lieberman   | Brian Millikin                      |
| 60         | 8         | Das Foto                   | Exposure                    | 31. Okt. 2014        | 18. Feb. 2015                         | Rob Lieberman   | Nick Parker                         |
| 61         | 9         | Tanzbär                    | Morbidity                   | 7. Nov. 2014         | 25. Feb. 2015                         | Rick Bota       | Speed Weed                          |
| 62         | 10        | Quarantäne                 | Mortality                   | 14. Nov. 2014        | 4. März 2015                          | Rick Bota       | Adam Higgs                          |
| 63         | 11        | Äußere Umstände            | Reflections                 | 21. Nov. 2014        | 11. März 2015                         | Grant Harvey    | Shernold Edwards                    |
| 64         | 12        | Verliebte Jungs            | Chemistry                   | 28. Nov. 2014        | 18. März 2015                         | Grant Harvey    | Y. Shireen Razack                   |
| 65         | 13        | Tochter der Unruhen        | Chosen                      | 5. Dez. 2014         | 25. März 2015                         | Shawn Piller    | Matt McGuiness                      |
| 66         | 14        | Der Nebel                  | New World Order             | 8. Okt. 2015         | 14. Okt. 2015                         | Shawn Piller    | Brian Millikin & Nick Parker        |
| 67         | 15        | Dunkelheit                 | Power                       | 8. Okt. 2015         | 14. Okt. 2015                         | Rick Bota       | Adam Higgs                          |
| 68         | 16        | Die Verurteilung           | The Trial Of Nathan Wuornos | 15. Okt. 2015        | 21. Okt. 2015                         | Rick Bota       | Speed Weed                          |
| 69         | 17        | Der Sandmann ist da        | Enter Sandman               | 22. Okt. 2015        | 28. Okt. 2015                         | Lucas Bryant    | Shernold Edwards                    |
| 70         | 18        | Die Karten sind gelegt     | Wild Card                   | 29. Okt. 2015        | 4. Nov. 2015                          | Lee Rose        | Brian Millikin & Nick Parker        |
| 71         | 19        | Zurück von den Toten       | Perditus                    | 5. Nov. 2015         | 11. Nov. 2015                         | Lee Rose        | Gabrielle Stanton & Adam Higgs      |
| 72         | 20        | 1983                       | Just Passing Through        | 12. Nov. 2015        | 18. Nov. 2015                         | Colin Ferguson  | Sam Ernst & Jim Dunn                |
| 73         | 21        | Gefangen                   | Close To Home               | 19. Nov. 2015        | 25. Nov. 2015                         | Sudz Sutherland | Joshua Brandon                      |
| 74         | 22        | Einen Schritt weiter       | A Matter Of Time            | 26. Nov. 2015        | 2. Dez. 2015                          | Sudz Sutherland | Brian Millikin                      |
| 75         | 23        | Big Brother                | Blind Spot                  | 3. Dez. 2015         | 9. Dez. 2015                          | TW Peacocke     | Y. Shireen Razack                   |
| 76         | 24        | Von Vater zu Tochter       | The Widening Gyre           | 10. Dez. 2015        | 16. Dez. 2015                         | TW Peacocke     | Nick Parker                         |
| 77         | 25        | Zweite Chancen?            | Now                         | 17. Dez. 2015        | 23. Dez. 2015                         | Shawn Piller    | Gabrielle Stanton                   |
| 78         | 26        | Für immer und ewig         | Forever                     | 17. Dez. 2015        | 23. Dez. 2015                         | Shawn Piller    | Matt McGuiness                      |